# Доде, Леон
Альфо́нс Мари́ Венса́н Лео́н Доде́ (фр. Alphonse Marie Vincent Léon Daudet; 1867, Париж — 1942, Сен-Реми-де-Прованс) — литературный критик, публицист, полемист, романист и мемуарист, сын французского писателя Альфонса Доде и его жены и соавтора, французской писательницы Жюли Доде (урожд. Аллар).

## Биография
Леон Доде с самого детства был окружён деятелями культуры тех времен, знакомыми с его родителями. Он начал свой творческий путь в качестве главного редактора парижской газеты «Свободное слово» (La Libre parole), после чего вместе с Шарлем Моррасом основал «Аксьон франсез» (Action française), газету националистического и монархического толка, ставшую главным печатным органом одноимённого антиреспубликанского движения.
Он женился на Жанне Гюго (внучке писателя Виктора Гюго), но скоро они развелись, после чего Жанна вышла замуж за Жана-Батиста Шарко. В 1903 году Леон Доде женился во второй раз — на своей кузине Марте Аллар, тоже монархистке.
В 1920—1924 годах был избран депутатом от Парижа в Государственное собрание. В 1924 году жизнь Леона была омрачена смертью его 14-летнего сына Филиппа (Affaire Philippe Daudet) при подозрительных обстоятельствах на фоне анархизма. Полиция классифицировала дело как самоубийство, с чем отец не желал никак соглашаться.